# 林德瑙环形山
林德瑙环形山(Lindenau)是位于月球正面南部高地区的一座大撞击坑，约形成于38亿-32亿年前的晚雨海世，其名称取自萨克森王国天文学家暨律师、政治家及艺术品收藏家伯恩哈德·奥古斯特·冯·林德瑙男爵(Bernhard August von Lindenau ，1780年-1854年)，1935年该名称被国际天文学联合会正式批准接受。

## 描述

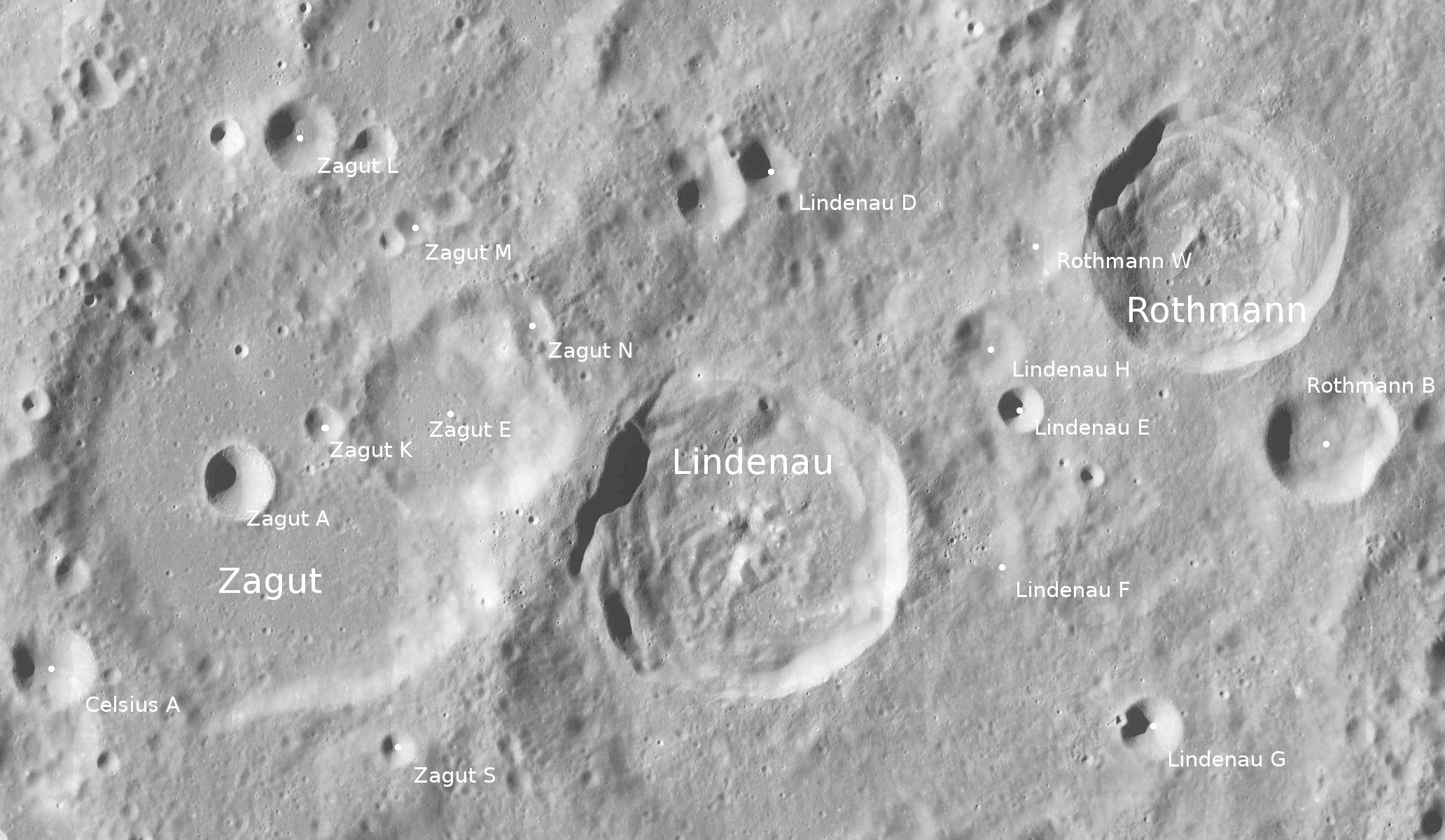
林德瑙环形山环形山周边图，月球勘测轨道飞行器拍摄。

该陨坑西北与萨库托环形山的东北壁相接壤，东北毗邻罗斯曼陨石坑、拉比列维环形山坐落在它的西南偏南，它的北面则横亘着阿尔泰断崖。该陨坑中心月面坐标为32°21′S 24°46′E / 32.35°S 24.77°E，
直径53.1公里，深度约2.93公里。
林德瑙环形山外观呈多边形状，西侧稍外凸，与西侧和西南相邻陨坑相比，坑壁受侵蚀程度极小，外侧壁挺立陡峭，坑沿清晰、尖峭，沿部分内侧壁有坍塌形成的阶地状结构。坑壁平均高出周边地形1150米，内部容积约2300公里³。坑底部分地区崎岖不平，靠中心矗立着数座由钙长石(A)、含85-90%斜长石的辉长岩-苏长岩-橄长岩长岩(GNTA1)和含80-85%斜长石的辉长岩-苏长岩-橄长岩长岩(GNTA2)构成的中央峰群。

## 卫星陨石坑
按惯例，最靠近林德瑙环形山的卫星坑将在月图上以字母标注在它的中心点旁边。

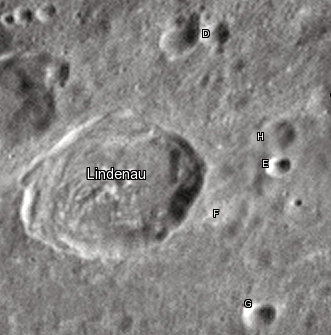
戴维·坎贝尔图片

| 林德瑙 | 纬度    | 经度    | 直径    |
| ------ | ------- | ------- | ------- |
| D      | 30.4° S | 24.9° E | 10 公里 |
| E      | 31.6° S | 26.5° E | 8 公里  |
| F      | 32.4° S | 26.4° E | 10 公里 |
| G      | 33.2° S | 27.3° E | 10 公里 |
| H      | 31.3° S | 26.3° E | 11 公里 |